# نهرية (ويس)
نهریة (بالفارسية: نهریه) هي منطقة سكنية تقع في إيران في قسم ويس الريفي. يقدر عدد سكانها بـ 0 نسمة بحسب إحصاء 2016.